# Charles Bridgeman
Pour les articles homonymes, voir Bridgeman.
Charles Bridgeman (1690–1738) est un paysagiste anglais dont la carrière a coïncidé avec la naissance du style de jardin « naturaliste », ou « jardin à l'anglaise ». Bien qu'il ait joué un rôle proéminent dans la transition des allées et parterres formels à la mode anglo-hollandaise vers un style plus libre et plus « naturel », Bridgeman reste méconnu dans l'histoire du jardin, sa réputation ayant été éclipsée par ses successeurs, William Kent et Lancelot « Capability » Brown.
L'aménagement original du jardin de Cavendish Square, à Londres, lui est attribué.